# Ethniki Odos 4
Die Ethniki Odos 4 (griechisch Εθνική Οδός 4 ‚Nationalstraße 4‘) ist eine Straßenverbindung in Griechenland.

## Verlauf
Die Straße beginnt im Westen in Kozani (Κοζάνη) an der Nationalstraße Ethniki Odos 3 und führt nach Nordosten zur Ostumgehung der Stadt (mit Anschluss an die Autobahn Aftokinitodromos 2) und durch Drepano. Von dort verläuft sie südlich parallel zur Autobahn, quert diese vor Polymylos und in kurvenreichem Verlauf die Vermio-Berge über Kastania in die Talenge Tripotamos. Sie führt durch Georgiani und mit einer weiten Ausbuchtung nach Osten bis in die Nähe der A 2 an die Umgehungsstraße von Veria (Βέροια) (die EO 4 führt durch das Stadtzentrum) und weiter nach Nordosten durch Makrochori, Stavros, Kavasila und Vrisaki nach Alexandria (Αλεξάνδρεια). Dort trifft sie auf die Straße Ethniki Odos 1 und endet an dieser.